# Kalijev metabisulfit
Kalijev metabisulfit (vinobran, kalijev pirosulfat, kalijev pentaoksodisulfat, K2S2O5).

## Osobine i svojstva
Bijeli kristalni prah nadražujućeg mirisa koji u reakciji s kiselinama oslobađa sumporov dioksid. Lako se otapa u vodi.

## Reakcije
Može se sintetizirati otapanjem sumporovog dioksida u vodenoj otopini kalijevog hidroksida:
2 SO2 + 2 KOH → K2S2O5 + H2O
Raspada se iznad 190 °C na kalijev sulfit i sumporov dioksid:
K2S2O5 → K2SO3 + SO2

## Uporaba
Pod e-brojem E224 koristi se u enološke svrhe, prehrambenoj industriji-proizvodnji i poljoprivredi jer pospješuje čišćenje mošta i vina: otapa polifenole, antioksidacijski djeluje na oksidacijske enzime, snižava kiselost, antiseptički djeluje na neželjene bakterije, itd.